# 린스

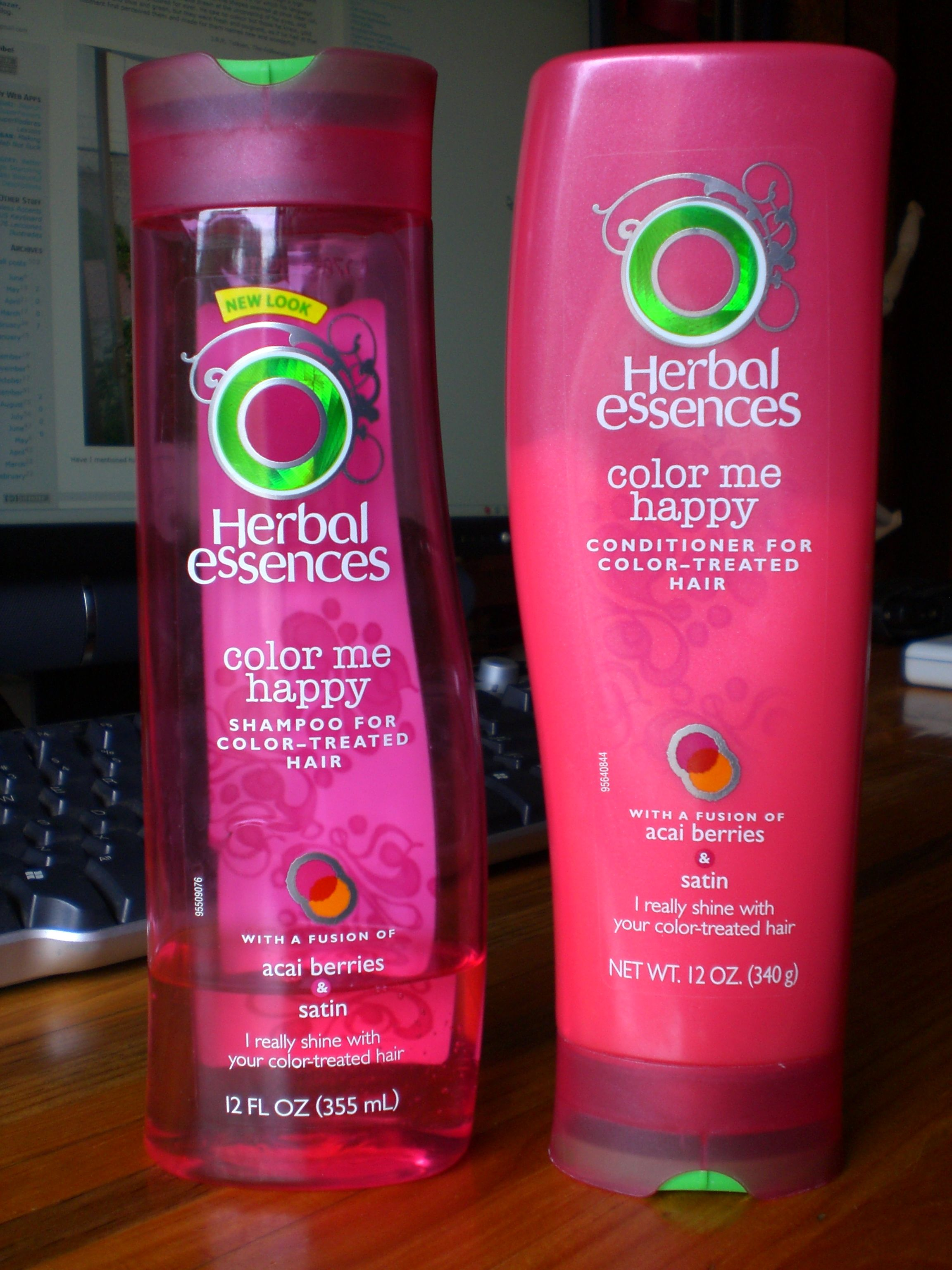
현대의 린스

헤어 컨디셔너(hair conditioner) 또는 린스(rinse, 문화어: 헹굼물비누)는 머리를 헹굴 때 세발한 모발을 산성으로 만들어 유연성을 주고, 탈지(脫脂)된 모발에 적당한 기름기를 주어 부드러운 광택이 있는 모발로 만들기 위하여 사용하는 세제이다. 시판되는 헤어 컨디셔너에는 투명한 액상 컨디셔너와 유화형(乳化型) 컨디셔너가 있다. 참고로, '린스'(rinse)는 콩글리쉬 표현이다.

## 같이 보기
- 샤워 젤(en:Shower gel, 샤워크림, 바디워시)
- 샴푸
- 헤어 컬러링